# Herdalia
Herdalia (en sueco: Härjedalen) es una de las 25 provincias históricas de Suecia (en sueco: landskap) situada en la zona centroccidental del país, al sur de la región de Norrland, que limita con las provincias históricas de Dalecarlia, Helsingia, Medelpadia y Jämtland, además de con Noruega.
El nombre en lengua sueca de Härjedalen proviene del término en nórdico antiguo occidental «Herjárdalr», que literalmente significa «valle del río Härje». 
En la actual organización territorial de Suecia no es una región administrativa, solo lo es una entidad cultural e histórica, que está totalmente incluida en la actual comuna de Härjedalen, que es más grande, dentro de la provincia de Jämtland.

## Subdivisión
Históricamente, Herdalia estaba dividida en dos distritos:
- El distrito judicial de Hede.
- El distrito judicial de Sveg.